# GNOME Archivos
GNOME Files, antes conocido como Nautilus, es el administrador de archivos del entorno de escritorio GNOME. Su anterior nombre era un juego de palabras, que evocaban la concha de un nautilus para representar la línea de comandos del sistema operativo. Este programa reemplazó a Midnight Commander en GNOME 1.4.

## Historia
Nautilus fue lanzado por primera vez en 2001 y el desarrollo ha continuado desde entonces. La siguiente es una breve cronología de su historia de desarrollo:
- 1.0 fue lanzado el 13 de marzo de 2001,[1] e incorporado en GNOME 1.4.
- 2.4 el directorio «Escritorio» fue trasladado de .gnome-desktop al directorio visible de usuario /home para ser compatible con los estándares de freedesktop.org.[2]
- 2.14 integró la búsqueda de archivos con soporte para Beagle.[3]
- 2.16 el diálogo alojado en propiedades de permisos fue mejorado, integrando la edición de permisos por lotes.[4]
- 2.20 las búsquedas fueron mejoradas con el soporte de Tracker, el espacio de una unidad ahora es mostrado en el diálogo de propiedades junto con un gráfico circular.[5]
- 2.22 mejoró el soporte para medios extraíbles, nueva implementación para LZMA y soporte para GVFS.[6]
- 2.24 la navegación por pestañas fue implementada, una nueva vista de iconos, detección y renombrado automático de caracteres no soportados por FAT y una mejor implementación del tabulador.[7]
- 2.32 añadió un cuadro de diálogo para el manejo de conflictos en las operaciones de copiar o mover.[8] Última versión de la rama 2.x
- 3.0 Primera versión en implementar GTK+ 3. Renovación completa de la interfaz centrada en la limpieza y elegancia, se mejoró el cuadro de diálogo Conectar al servidor y una nueva barra lateral para mejorar la navegación a carpetas importantes.[9]
- 3.4 añadió la función deshacer.[10]
- 3.6 incluyó cambios en el diseño de la interfaz, iconos simbólicos en la barra lateral, nueva función de búsqueda y archivos recientes, la eliminación de muchas características. El nombre de la aplicación Nautilus fue renombrado a Archivos.[11]
- 3.8 una nueva opción de visualización para archivos y carpetas en vista árbol fue incluida, Conectar al servidor fue implementado en la barra lateral y mejoras en las búsquedas.[12]
- 3.16 mejoró la visualización de miniaturas en las vistas de rejilla y lista.[13]